# Butanilicaine
Butanilicaine là một thuốc gây tê cục bộ.